# Karl Lehrmann
Karl Lehrmann (* 29. September 1887 in Saaz, Böhmen; † 12. Oktober 1957 in Mödling) war ein österreichischer Architekt und Hochschullehrer.
Seine Bauten in Brünn, Linz und Wien sind gekennzeichnet durch moderne Formen, die in Verbindung mit historisierenden Stilelementen eine monumentale Wirkung erzielen.

## Leben und Wirken
Karl Lehrmann wurde 1887 in einfachen Verhältnissen in Saaz geboren, sein Vater Wenzl Lehrmann war Schuhmacher, seine Mutter Anna Lehrmann geb. Rossbach Fabrikarbeiterin. Von 1902 bis 1905 absolvierte er eine Maurerlehre in Saaz, von 1904 bis 1908 studierte er an der Staatsgewerbeschule in Pilsen.
Danach arbeitete er als Techniker in einem Baugeschäft in Saaz. Von 1908 bis 1912 folgte ein Studium an der Wiener Akademie der bildenden Künste in der Meisterklasse bei Friedrich Ohmann.
Nach seinem Studium erhielt er 1912 den Gundel-Preis und arbeitete im Architekturbüro Fellner & Helmer in Wien. Gemeinsam mit Rüdiger Walter gründete er ein eigenes Büro in Wien und nahm erfolgreich an vielen Architekturwettbewerben teil, wobei die meisten Entwürfe allerdings nicht ausgeführt wurden. Im Jahr 1915 meldete er sich freiwillig zum Militärdienst bei der Eisenbahn-Truppe in Korneuburg. 1916 heiratete er in Mödling Emilie Styles.
Für seine Heimatstadt Saaz erarbeitete er einige Bauprojekte, z. B. für das evangelisch-lutherische Pfarrhaus (Reitschoweser Straße, 1912) und das (nicht erhaltene) Hopfenbauer-Denkmal bei der Hopfensignierstelle (Dr.-Damm-Straße, 1932).
1912 belegte er mit seinem Studienkollegen Rüdiger Walter hinter Otto Wagner den 2. Platz im Architekturwettbewerb um das Kaiser-Franz-Joseph-Stadtmuseum in Wien; mit diesem Erfolg war die Verleihung des mit 8.500 Kronen (rund 45.000 Euro) dotierten Gundel-Preises verbunden. 1918 erhielt er ein Preisgeld der Marie Gräfin Hoyos-Amerling-Stiftung in der Höhe von 1.800 Kronen.
Nach dem Ersten Weltkrieg begann er 1919 eine Lehrtätigkeit als Professor an der Technisch-gewerblichen Bundeslehranstalt Mödling.
Nachdem der Gemeinderat von Perchtoldsdorf am 20. April 1920 die Ausgabe von Notgeld beschlossen hatte (als Ersatz für die nicht mehr ausreichend vorhandenen Münzen mit kleineren Nominalen), wurde Karl Lehrmann mit dem Entwurf der Notgeld-Scheine beauftragt. Er entwarf Scheine zum Nominale von 10, 20 und 50 Heller, die insgesamt eine Auflage von 880.000 Stück und einen Gesamtwert von 146.000 Kronen (4.600 Euro) erreichten.
In den 1920er Jahren erzielte er seine größten beruflichen Erfolge, weil viele seiner Entwürfe in Brünn, Linz und Wien sowie dessen südlichem Umland (Perchtoldsdorf, Mödling usw.) ausgeführt wurden.
Im Jahr 1930 wurde er für seine pädagogische Tätigkeit mit dem Silbernen Kreuz für besondere Verdienste um den österreichischen Staat ausgezeichnet. 
1935 ließ er sich an die Staatsgewerbeschule in Wien versetzen. Am 23. August 1940 beantragte er die Aufnahme in die NSDAP und wurde zum 1. Oktober desselben Jahres aufgenommen (Mitgliedsnummer 8.461.448). Nach dem Zweiten Weltkrieg ging er 1946 in Pension und verfasste mehrere Architektur-Lehrbücher. Karl Lehrmann starb 1957 im 70. Lebensjahr in Mödling, wo er auch begraben wurde.

### Bedeutung
Lehrmann erlebte die Wende zur Moderne mit, er stand zunächst noch unter dem konservativen Einfluss seines Lehrers Ohmann, orientierte sich aber bald an Otto Wagners Neuer Sachlichkeit.
Seine ersten Entwürfe waren noch den Traditionen des späten Historismus und der neoklassizistischen Monumentalkunst mit betont vertikaler Gliederung verpflichtet, z. B. beim Doppelwohnhaus Reisnerstraße 27/29 in Wien. Seine zu Anfang der 1920er Jahre errichteten öffentlichen Gebäude sind gekennzeichnet durch moderne Formen, die in Verbindung mit historisierenden Stilelementen eine monumentale Wirkung erzielen, z. B. bei den Direktionsgebäuden in Brno und Linz. In den späteren Jahren näherte er sich der expressionistischen Stilrichtung unter Verwendung von Motiven des Art déco, zum Beispiel beim Mehrzweckgebäude mit Apotheke in Ústí nad Labem (Aussig). In den 1930er Jahren verwendete er auch ästhetische und konstruktive Grundsätze des Internationalen Stils, z. B. beim Bau der Energiezentrale der Technisch-Gewerblichen Bundeslehranstalt in Mödling.

## Bauten
- 1912–1913: Doppelwohnhaus in Wien 3, Reisnerstraße 27/29 (mit Rüdiger Walter)
- 1913: Reihenhauszeile für den Fabrikanten Ludwig Höfler in Mödling, Ludwig-Höfler-Gasse (mit Rüdiger Walter)
- 1913: Villa in Maria Enzersdorf, Helferstorferstraße 62 (mit Rüdiger Walter)
- 1914: Villa in Mödling (mit Rüdiger Walter)
- 1915–1917: Soldatenfriedhof in Korneuburg, Stockerauer Straße 77
- 1916: Brücke über den Inn in Zams (Tirol)
- 1921: Villa Bergschlösslgasse 3 in Linz
- 1922: Generaldirektion der Berg- und Hüttengesellschaft in Brünn / Brno-střed (Brno-město), Kobližná 49/21
- 1923: Villa für die Direktoren der Berg- und Hüttengesellschaft in Brünn / Brno-střed (Stránice), Lerchova 306/14
- 1923: Villa für die Angestellten der Berg- und Hüttengesellschaft in Brünn / Brno-střed (Stránice), Mahenova 303,364/16,18
- 1923: Wohnhaus für Angestellte der Berg- und Hüttengesellschaft in Brünn / Brno-střed (Veveří), Úvoz 422/47
- 1923: Schlosser–Villa (Herrenhaus der Elektrizitäts- und Straßenbahn-Gesellschaft) in Linz, Auf der Gugl 48
- 1926: Direktionsgebäude der Lokomotivfabrik Krauss & Comp. Linz, Kraussstraße 7 (1931 zur Schule umgebaut)
- 1926–1928: Verwaltungsgebäude des Friedhofs in Mödling, Guntramsdorfer Straße 28 (mit O. Straeche)
- 1929: Mehrzweckgebäude (Apotheke) in Aussig / Ústí nad Labem (zerstört)
- 1930: Kraftzentrale fre die Technisch-Gewerbliche Bundeslehranstalt in Mödling
- 1932: Villa Neudeck in Wien 23 (Liesing)
- 1946: Volksheim in Sigmundsherberg
- 1946: Mühlenanlage in Biedermannsdorf

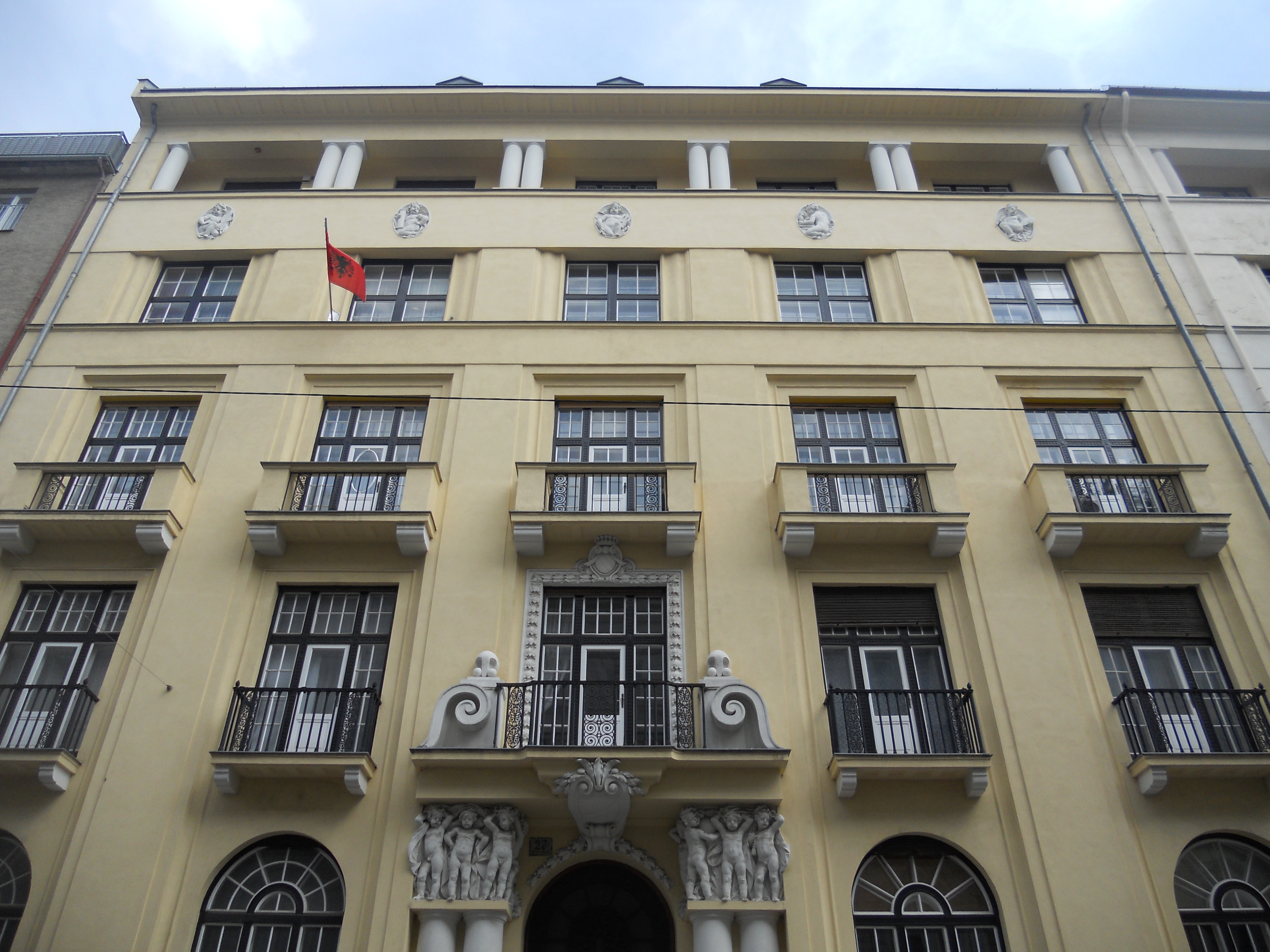
Wohnhaus Reisnerstraße 27 in Wien (1913)
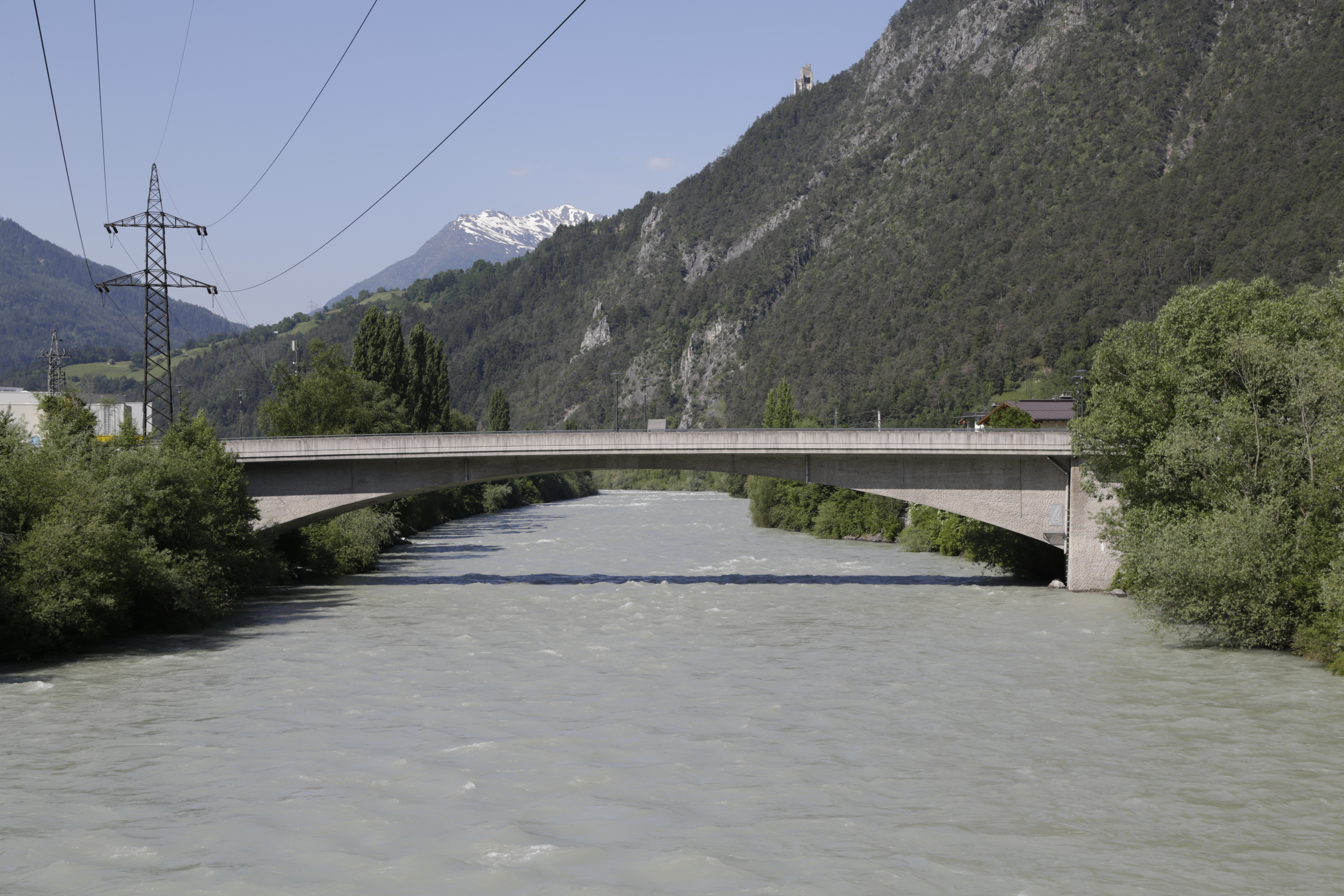
Straßenbrücke in Zams in Tirol (1916)
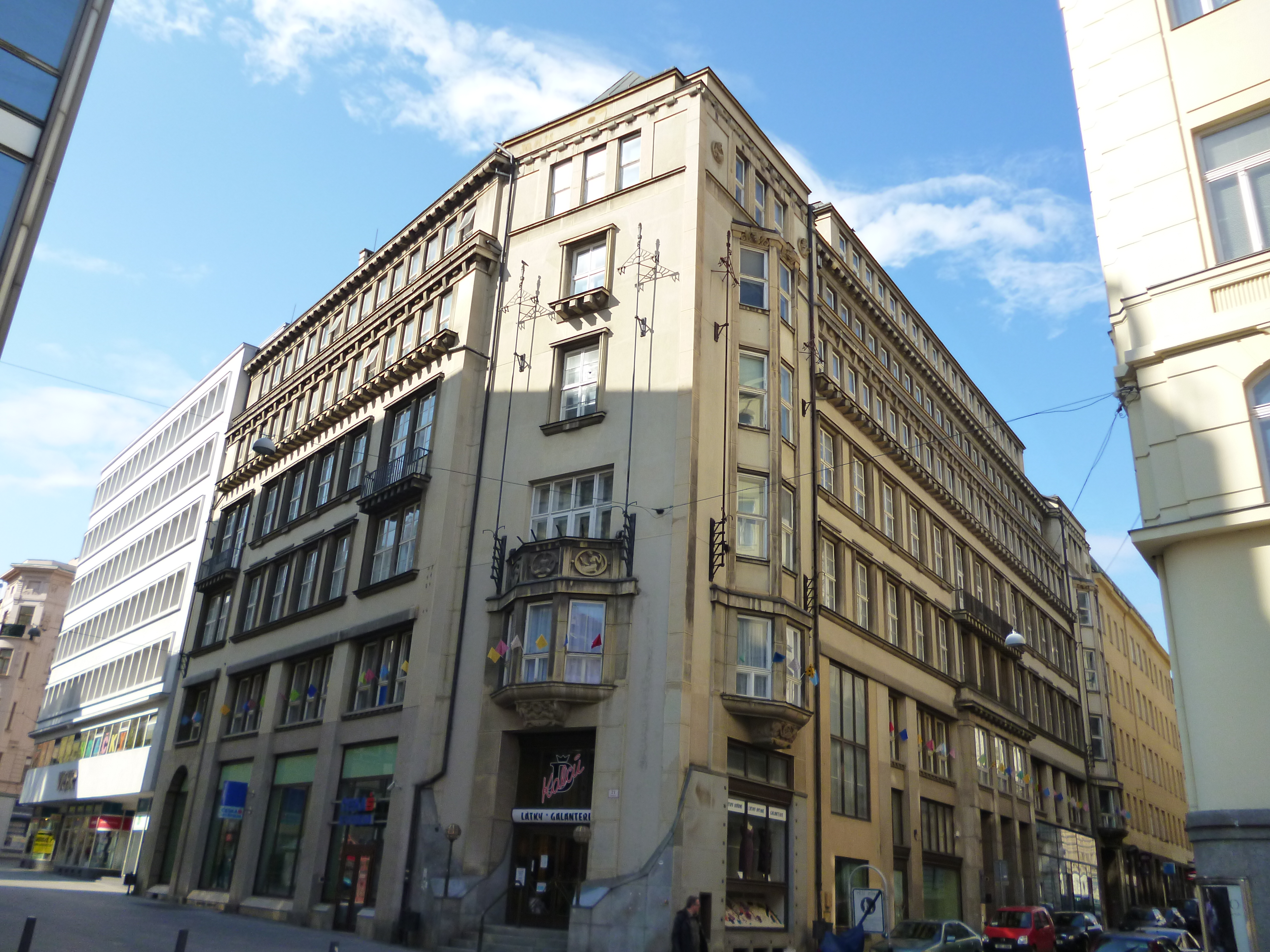
Ehemalige Generaldirektion der Berg- und Hüttengesellschaft, jetzt Sparkasse (1922)
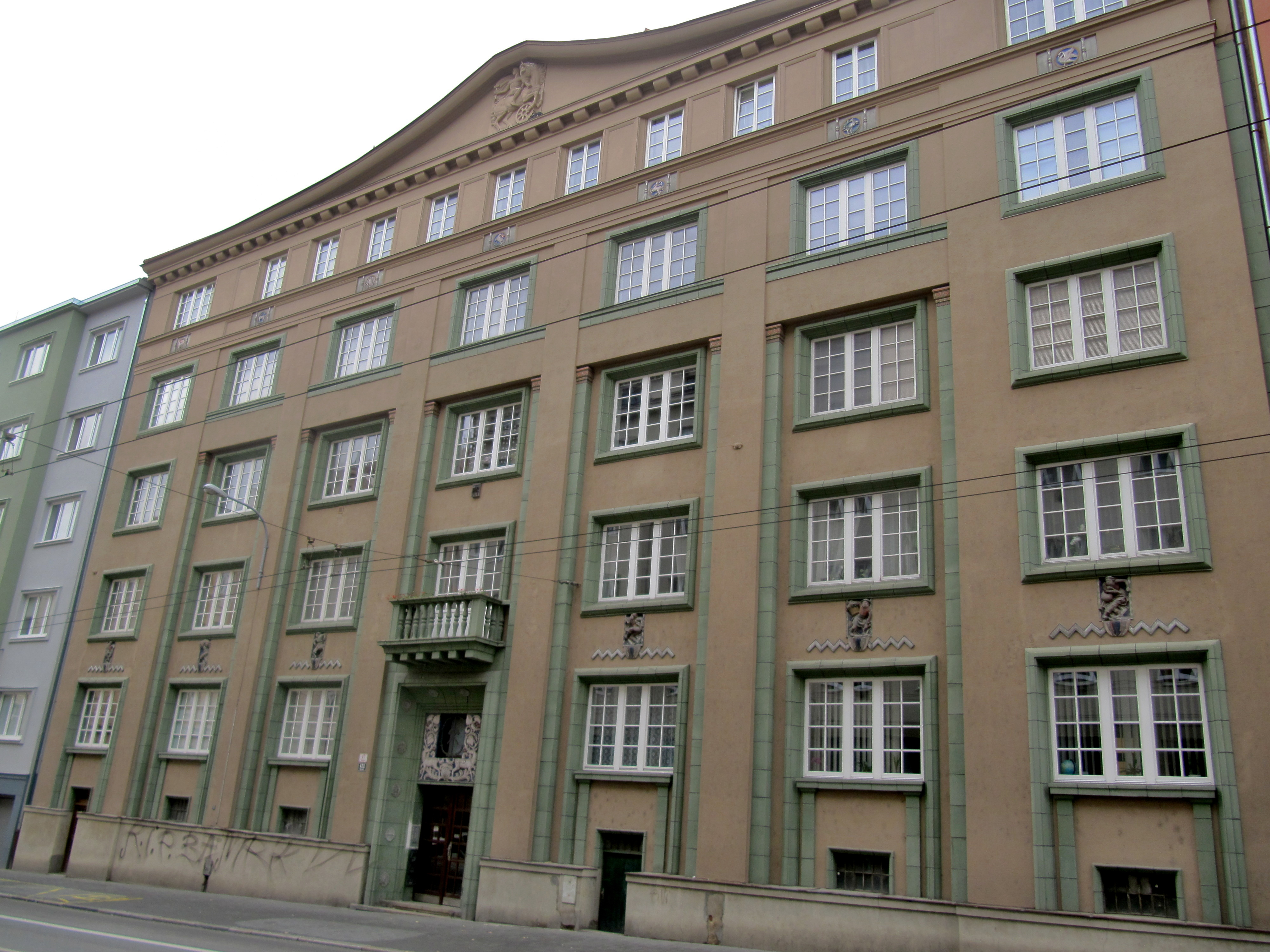
Wohnhaus für Angestellte der Berg- und Hüttengesellschaft in Brno (1923)
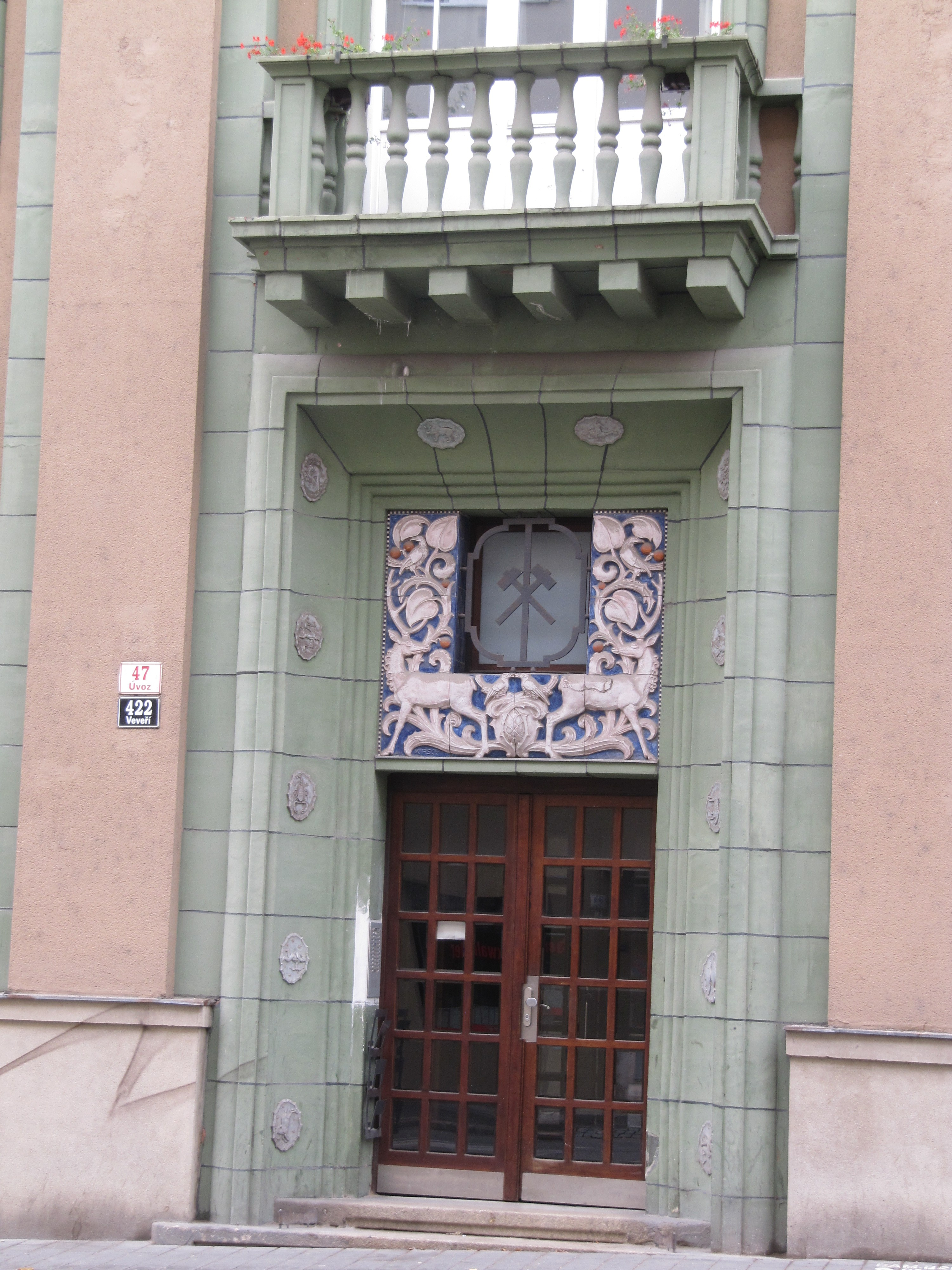
Portal des Wohnhauses für Angestellte der Berg- und Hüttengesellschaft in Brno
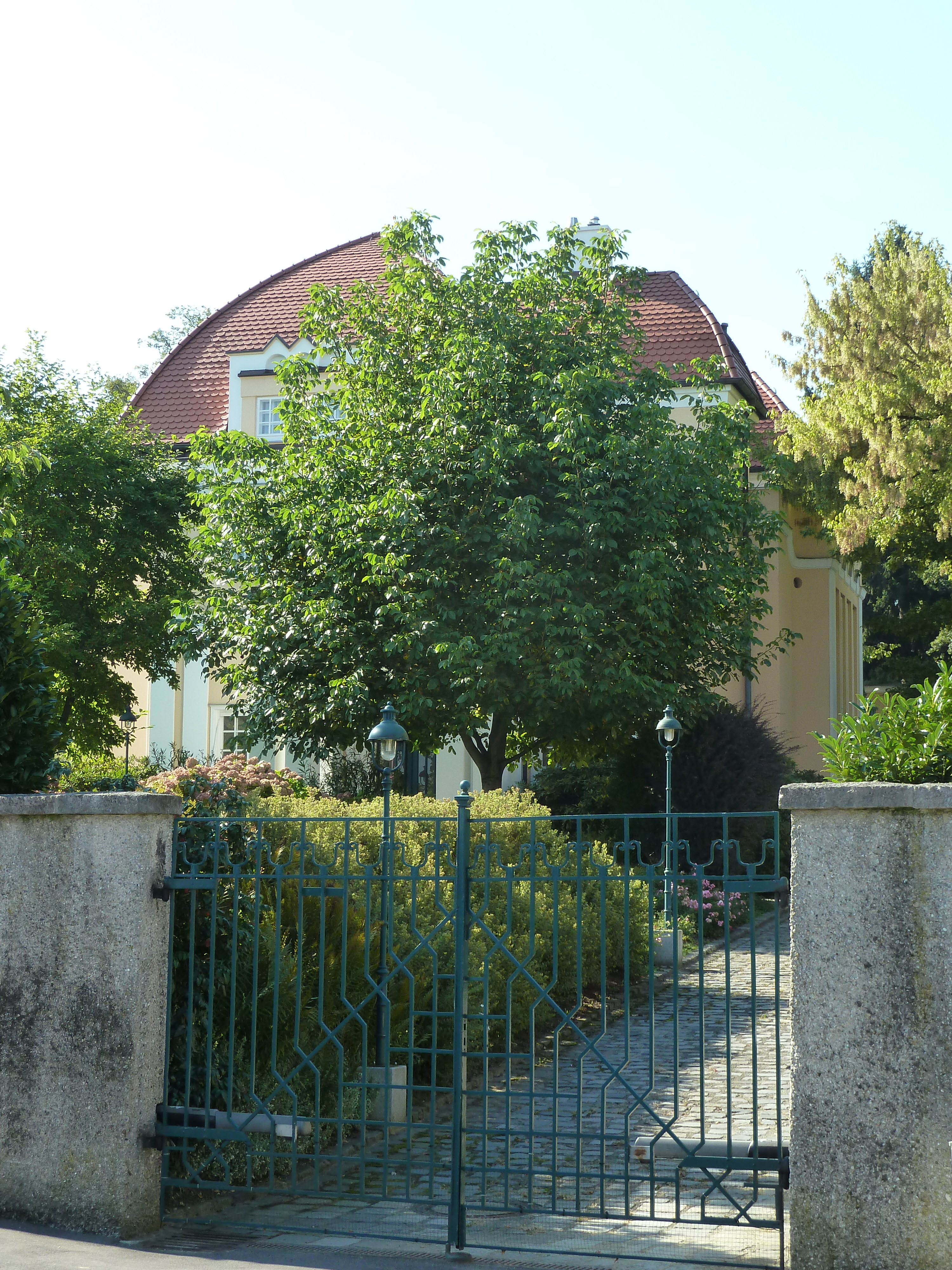
Schlosser-Villa in Linz (1923)
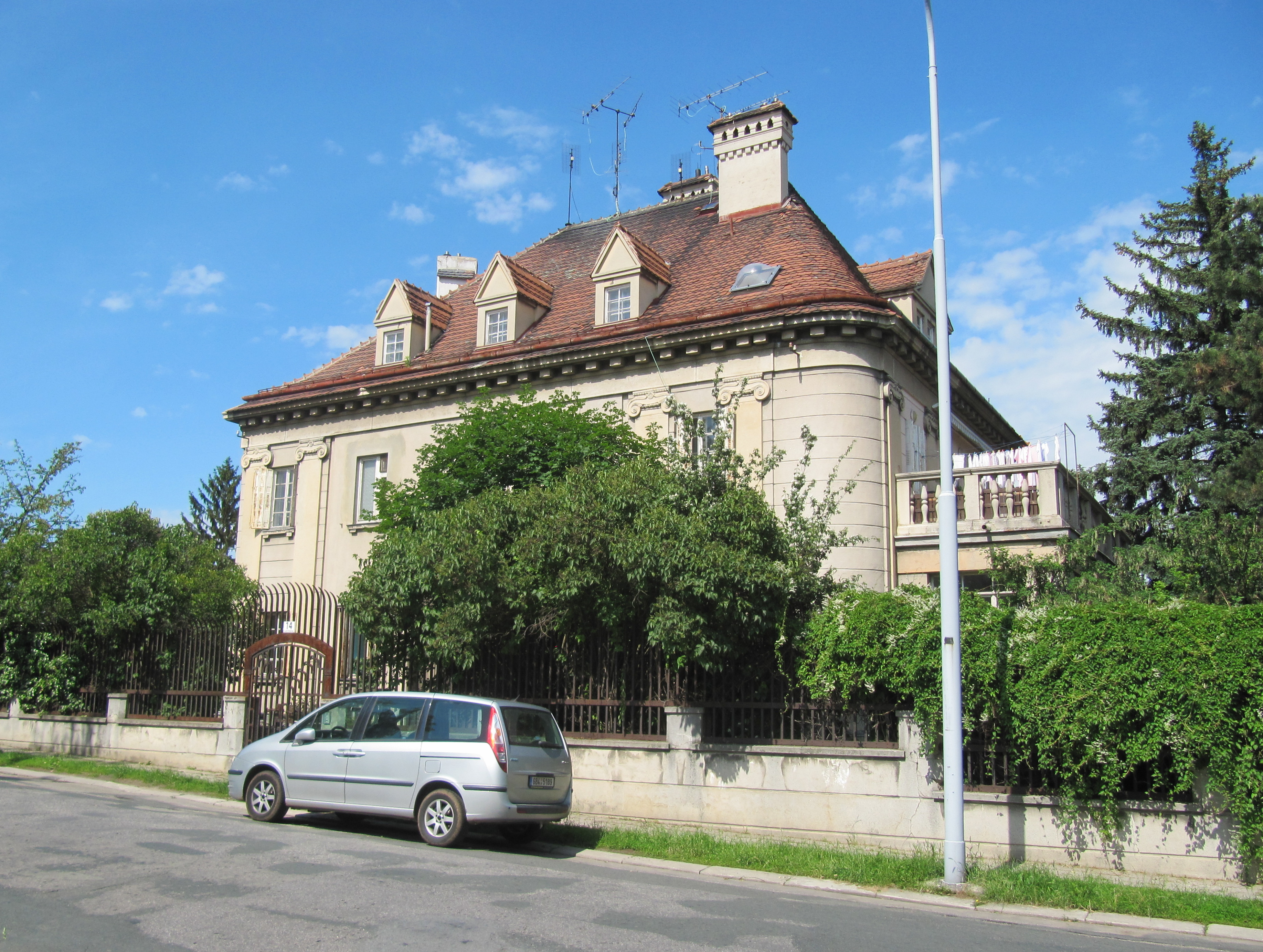
Direktoren-Villa in Brno (1923)
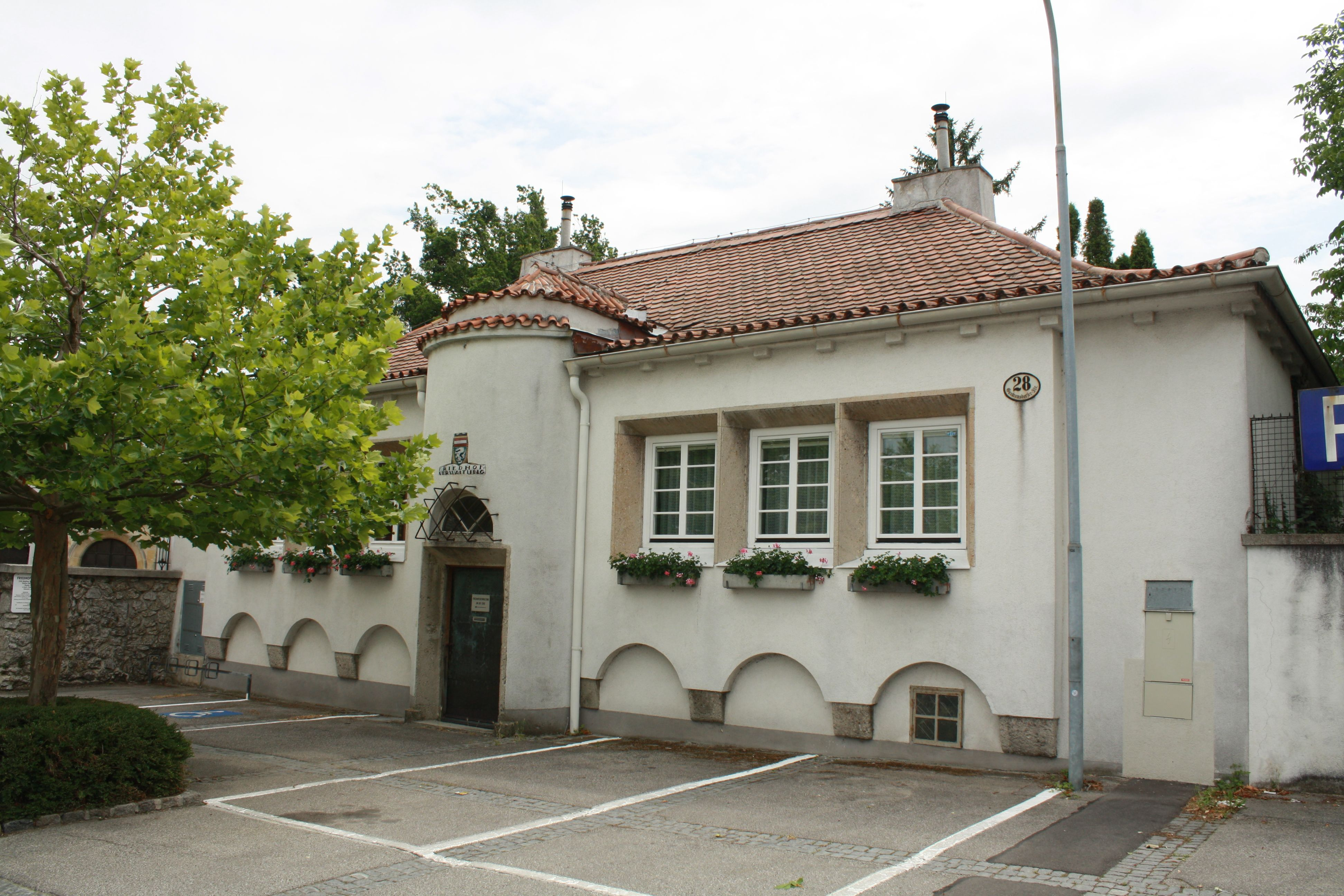
Friedhofs-Verwaltungsgebäude in Mödling (1926–28)
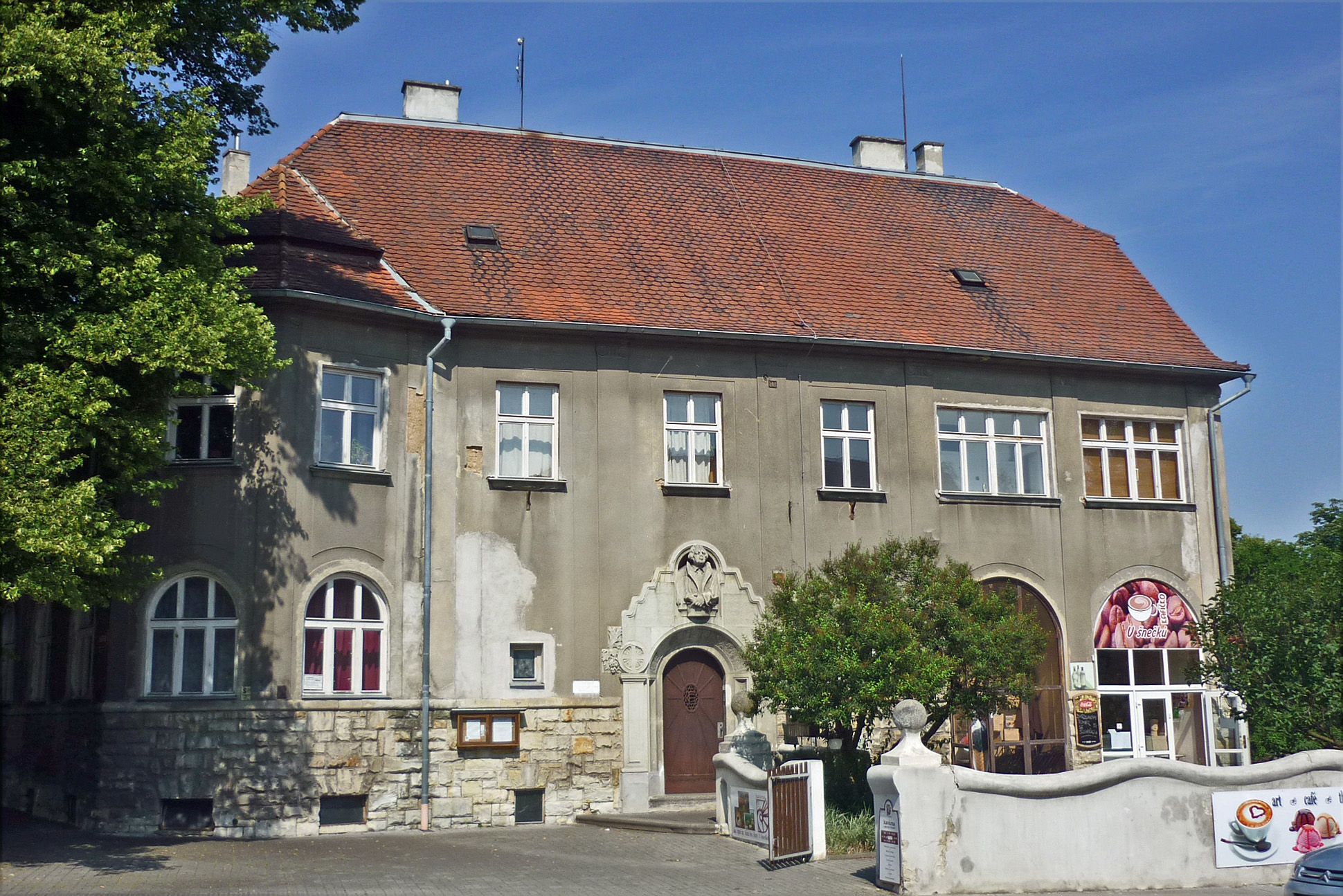
Evangelisches Pfarrhaus in Saaz (1912)
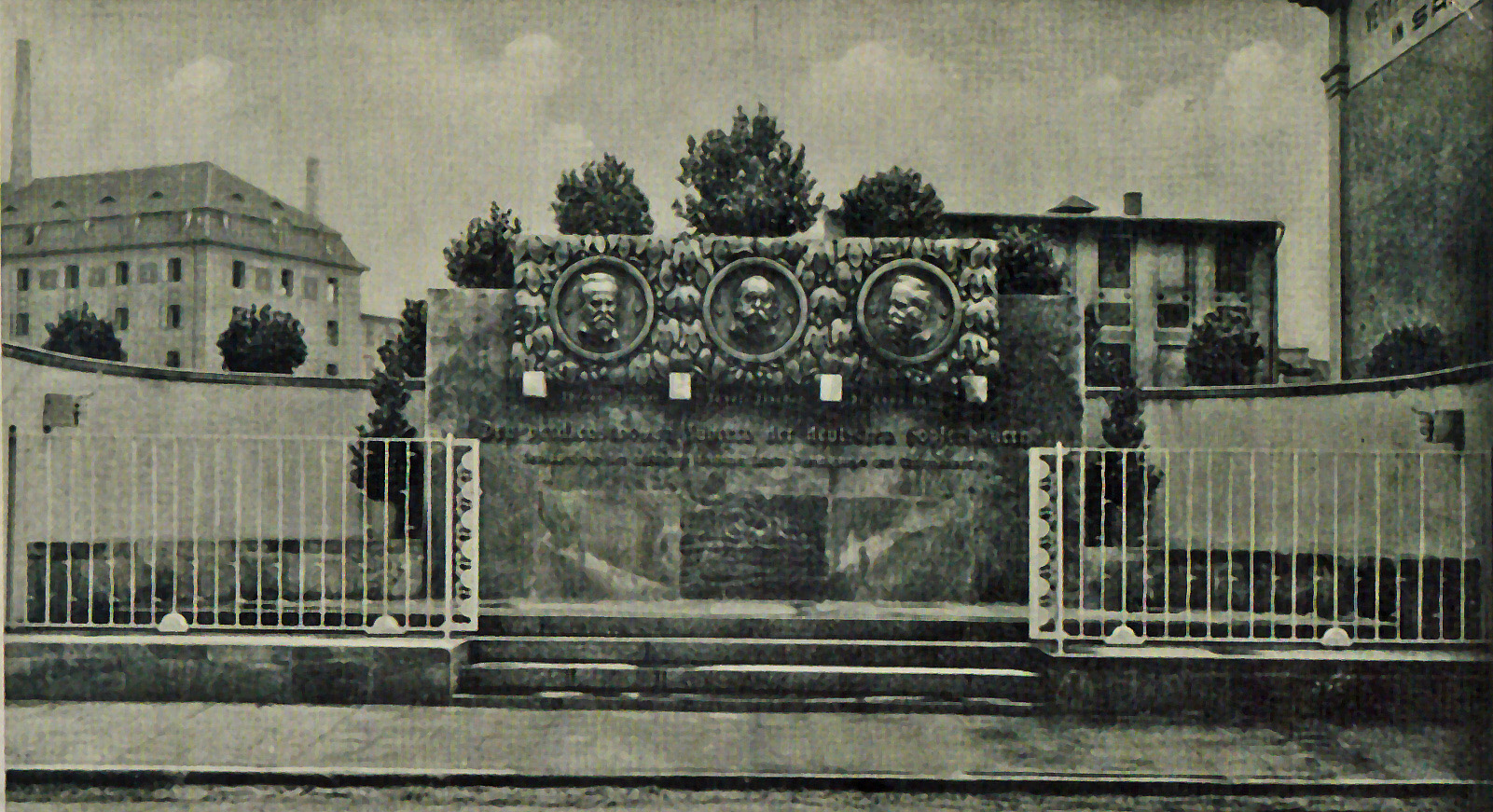
Hopfenbauer-Denkmal des Saazer Hopfenbau-Vereins (1932)

## Schriften
- Skizze, Plan und Arbeit. In: Die Technisch-gewerbliche Bundeslehranstalt Mödling im ersten Dezennium ihres Bestandes 1919–1929. Wien 1929.
- Praktische Hochbaukunde. Lehrbuch und Nachschlagewerk für Baumeister, Poliere und Studierende des Baufaches. 2 Bände, Heidelberg 1948.